# Edirne (provins)
 For alternative betydninger, se Edirne. (Se også artikler, som begynder med Edirne)
Edirne er en tyrkisk provins i den nordvestlige del af Tyrkiet.
Provinsen er opkaldt efter provinshovedstaden Edirne.

## Byer
- Edirne
- Enez
- Havsa
- İpsala
- Keşan
- Lalapaşa
- Meriç
- Süleoğlu
- Uzunköprü

41°N 27°Ø / 41°N 27°Ø